# Kathleen Hanna

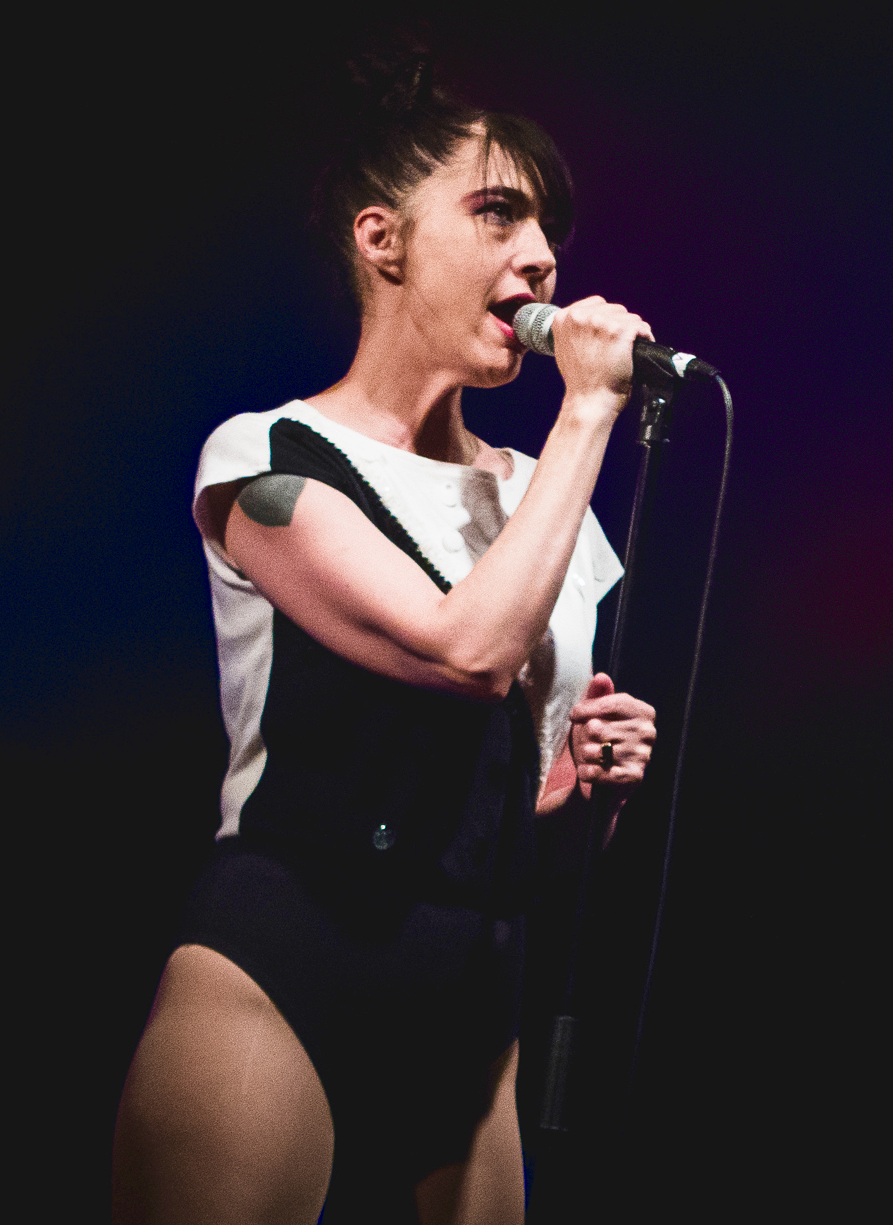
Kathleen Hanna, 2016

Kathleen Hanna (* 12. November 1968 in Portland, Oregon) ist eine US-amerikanische Musikerin, feministische Aktivistin und Autorin. Sie war Sängerin der Punkband Bikini Kill und gründete die Electropunkband Le Tigre. Außerdem veröffentlichte sie 1998 unter dem Namen Julie Ruin ein gleichnamiges Soloalbum. Sie trug erheblich zur Erneuerung des Feminismus in den USA bei und gilt als Symbolfigur der Riot-Grrrl-Bewegung.

## Leben

### Werdegang

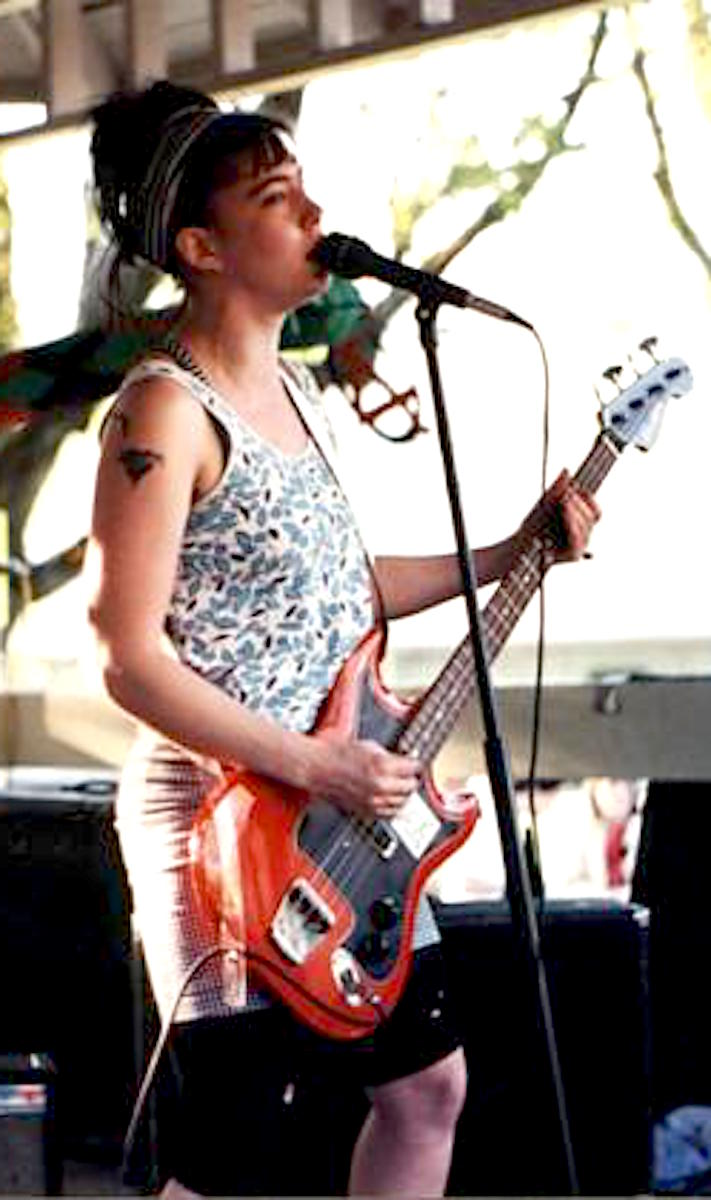
Hanna bei einem Auftritt von Bikini Kill (1991)

Kathleen Hannas Kindheit war geprägt von mehreren Wohnortwechseln, da ihr Vater mehrfach seinen Arbeitsplatz wechselte. Im Alter von neun Jahren nahm ihre Mutter sie mit auf eine Kundgebung der US-amerikanischen Feministin und Frauenrechtlerin Gloria Steinem, wo Hanna zum ersten Mal mit feministischem Gedankengut in Kontakt kam. Bald schon teilte sie die Sympathien ihrer Mutter zur Frauenbewegung und begann sich für feministische Literatur zu interessieren, insbesondere für Betty Friedans Buch Der Weiblichkeitswahn (Originaltitel: The Feminine Mystique). Diese Erfahrungen prägten ihr Leben laut eigener Aussage erheblich und führten dazu, dass sie sich schon früh in ihrer Jugend für feministische Anliegen starkmachte. In einem Interview sagte Hanna, dass Feminismus für sie die Beendigung der Unterdrückung aller Menschen darstellt und nicht nur von weißen Frauen, welche die Karriereleiter hochklettern.
In den späten 1980er-Jahren begann sie am Evergreen State College in Olympia, Washington ein Fotografie-Studium, das sie sich mit Auftritten als Burlesque-Tänzerin finanzierte. In dieser Zeit gründete sie zusammen mit ihren Freundinnen Heidi Arbogast und Tammy Rae Carland die unabhängige feministische Kunstgalerie Reko Muse. Bald begannen die drei Gründerinnen ihre Ausstellungen mit Bandauftritten zu eröffnen und gründeten dazu die Band Amy Carter. Zudem veranstaltete Hanna Spoken-Word-Auftritte, bei denen sie Themen wie Sexismus und Gewalt gegen Frauen ansprach. Inspiriert durch die Schriftstellerin Kathy Acker, die ihr den Rat gab, die (unpopulären) Spoken-Word-Auftritte zugunsten einer Bandkarriere aufzugeben, gründete sie anschließend die Band Viva Knievel, mit der sie zwei Monate lang durch die USA tourte, bevor sich die Band wieder auflöste.
In der Folgezeit schrieb sie zusammen mit ihren Mitstudentinnen Tobi Vail und Kathi Wilcox die Zines Revolution Girl Style Now und Bikini Kill, in denen sie sich kritisch über die verbreitete Diskriminierung von Frauen in der Punk-Rock-Szene äußerten. Um ihre Ideale durchzusetzen, gründeten die Drei 1990 schließlich zusammen mit Billy Karren als viertem Mitglied eine Punkband, die sie nach ihrem Zine Bikini Kill nannten. In den folgenden Jahren veröffentlichte die Band beim Independent-Label Kill Rock Stars fünf Alben, eine EP und mehrere Singles. Zudem wurde die Band von mehreren bekannten Künstlern, wie z. B. Nirvana oder Joan Jett, sowohl musikalisch als auch politisch unterstützt. Im April 1998 löste sich die Band schließlich auf.
Nach der Auflösung widmete sich Hanna diversen anderen Musikprojekten, darunter auch ihrem Soloprojekt Julie Ruin, mit dem sie im August 1998 ein gleichnamiges Album veröffentlichte. Noch im selben Jahr zog sie nach New York City um und gründete dort zusammen mit der Zine-Herausgeberin Johanna Fateman und der Videokünstlerin Sadie Benning die Electropunkband Le Tigre, die anfangs eigentlich nur als Livebegleitband für Julie Ruin gedacht war. Die Band veröffentlichte bis heute insgesamt drei Alben, sechs EPs und mehrere Singles und war bis 2004 beim Label Mr. Lady Records unter Vertrag. Im Januar 2007 gab die Band bekannt, eine längere Pause einlegen zu wollen.
Seitdem unterrichtete Hanna u. a. Kunst an der New York University und engagierte sich für diverse feministische Organisationen.

### Einfluss auf die Riot-Grrrl-Bewegung

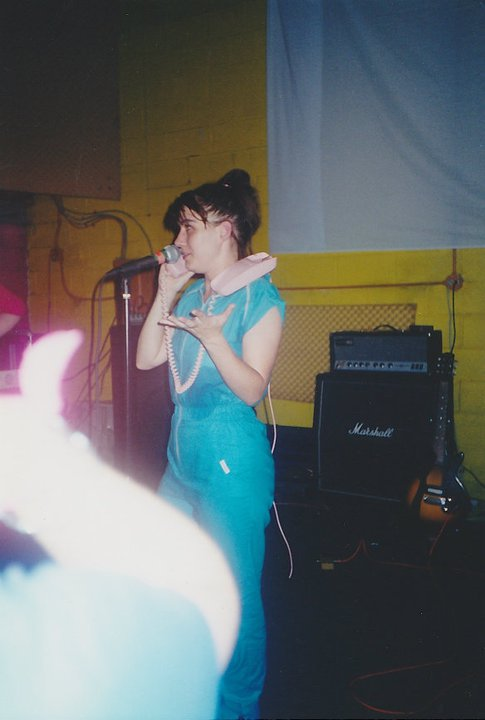
Hanna mit Le Tigre in Indianapolis, Indiana in den frühen 2000er Jahren

Aufgrund der allgegenwärtigen Diskriminierung von Frauen in der Punkszene der frühen 1990er-Jahre verfasste Hanna regelmäßig zusammen mit anderen Frauen und Mitgliedern feministischer Bands sozialkritische Zines, in denen sie den Sexismus der von Männern dominierten Punkszene und mangelnde Gleichberechtigung von Frauen kritisierten. Diese feministische subkulturelle Punk-Bewegung, die sich anfangs vor allem auf Olympia, Washington, konzentrierte, brachte eine Fülle von Bands hervor, wie z. B. Babes in Toyland, Bikini Kill, Bratmobile, The Donnas, Hole, Jack Off Jill, L7, Le Tigre, Sleater-Kinney oder Team Dresch.
Die Riot-Grrrl-Bewegung wurde nach dem von Hannas Band Bikini Kill und Mitgliedern der Band Bratmobile herausgebrachten Zine Riot Grrrl benannt. Auch der Slogan der Bewegung („Revolution Girl Style Now!“) geht auf den Titel eines ihrer Zines zurück. Aufgrund ihres Engagements wird Kathleen Hanna deshalb bis heute als eine der frühesten und prominentesten Vertreterinnen der Bewegung angesehen, obwohl sie sich selbst mittlerweile nicht mehr als Teil davon sieht.
Hannas Leben und ihre Rolle in der Riot-Grrrl-Bewegung untersuchte die Filmemacherin Sini Anderson in der 2013 veröffentlichten Dokumentation The Punk Singer.

### Persönliches
Hanna heiratete 2006 ihren langjährigen Freund Adam „Ad-Rock“ Horovitz, einen Rapper der Hip-Hop-Gruppe Beastie Boys.
Hanna unterstützt die Pro-Choice-Bewegung und bekannte sich öffentlich dazu, in ihrer Jugend eine Abtreibung durchgeführt zu haben. Mit ihrem Beispiel will sie andere Frauen dazu ermutigen, offen über das Thema zu diskutieren und soziale Stigmatisierung zu überwinden.
Hanna ist Atheistin.
Der Titel von Nirvanas Lied Smells Like Teen Spirit entstand, als Hanna den Satz „Kurt Smells Like Teen Spirit“ (engl. „Kurt riecht nach Teen Spirit“) an eine Wand in Kurt Cobains Wohnung schrieb, da Cobain nach dem Deodorant namens „Teen Spirit“ roch, das seine damalige Freundin Tobi Vail benutzte. Cobain gefiel die Implikation des Satzes, er verwendete ihn schließlich als Songtitel.

## Diskografie (Auswahl)

### Mit Bikini Kill
- 1991: Revolution Girl Style Now!
- 1991: Bikini Kill (EP)
- 1993: Yeah Yeah Yeah Yeah (zusammen mit Huggy Bear)
- 1994: Pussy Whipped
- 1994: The C.D. Version of the First Two Records
- 1996: Reject All American

### Als Julie Ruin
- 1998: Julie Ruin
- 2016: Hit Reset

### Mit Le Tigre
- 1999: Le Tigre
- 2001: From the Desk of Mr. Lady (EP)
- 2001: Feminist Sweepstakes
- 2004: This Island

### Mit Green Day
- 2004: Letterbomb

## Schriften
- Rebel Girl: My Life as a Feminist Punk. Collins, New York 2024, ISBN 978-0-06-282523-0.

## Film
- The Punk Singer, Dokumentarfilm, 2013, Regie: Sini Anderson